# Dăneștii Chioarului, Maramureș
Dăneștii Chioarului este un sat în comuna Mireșu Mare din județul Maramureș, Transilvania, România.

## Istoric
Prima atestare documentară: 1405 (Daanfalu). 

## Etimologie
Etimologia numelui localității: din Dănești (< antrop. Dan + suf. -ești) + determinantul Chioar. 

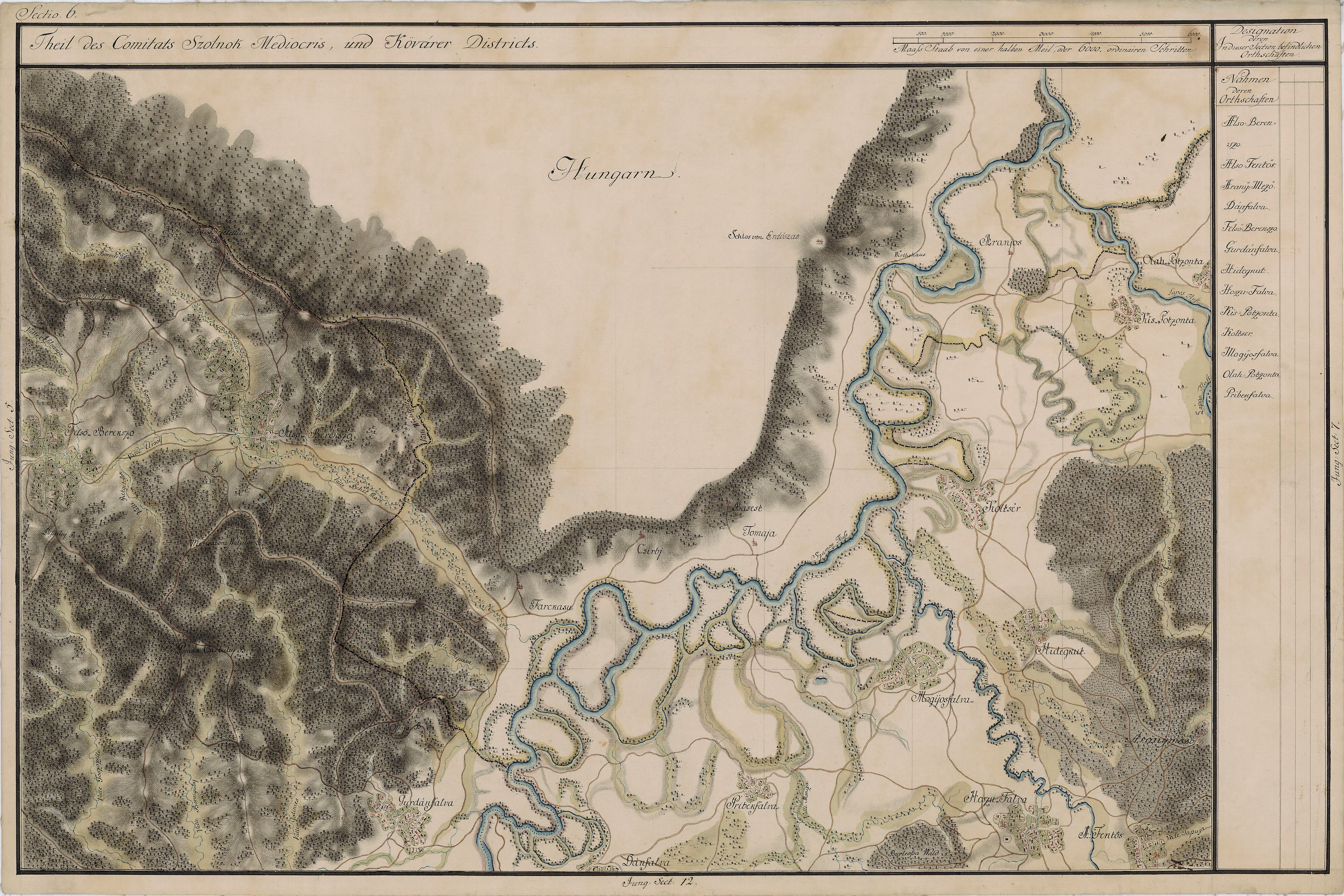
Dănești în Harta Iosefină a Transilvaniei

## Demografie
La recensământul din 2011, populația era de 475 locuitori. 